# Howard Koch
Pour les articles homonymes, voir Howard W. Koch.
Howard Koch est un scénariste américain, né le 12 décembre 1901 à New York, mort le 17 août 1995 à Kingston (État de New York).

## Biographie
Né à New York, Howard Koch grandit à Kingston dans l'État de New York. Il est diplômé de l'Université Saint-Stephen (1922, aujourd'hui Bard College) et de la Faculté de droit de l'Université Columbia (1925).
En 1925, il se marie avec Lucie Van Tuyl (1896-1987), artiste-peintre, avec qui il a deux enfants, Hardy et Karyl (1932-2008),,, à qui il dédie The Panic Broadcast (1970) (on trouve également l'orthographe Howard et Karol). En 1943, il rencontre Anne Green, avec qui il a un fils, Peter.
De 1946 à 1952, il vit à Palm Springs (leur hacienda est classée "monument historique" en 2009).
De 1952 à 1957, il s'exile avec femme et enfants au Royaume-Uni, à la suite d'une dénonciation auprès du Comité parlementaire sur les activités antiaméricaines. Il revient aux États-Unis en 1956 et s'installe à Woodstock (New York).
Howard Koch décède en 1995 à Kingston (New York).

## Carrière
Howard Koch s'installe comme avocat mais écrit des pièces de théâtre en parallèle, qu'il parvient à faire jouer à Broadway : Great Scott! (1929), Give Us This Day (1933) et In Time to Come (1941). 
Dans les années 1930, Howard Koch travaille à la radio, en particulier pour la CBS pour qui il adapte le roman de H. G. Wells, La guerre des mondes (1898). Mise en scène par Orson Welles et jouée par la troupe du Mercury Theatre of the Air, l'émission produit un effet de panique parmi quelques auditeurs, et attire l'attention de tous les médias. Howard Koch tire de cet épisode une pièce de théâtre, Invasion from Mars, qui est adaptée en téléfilm en 1975, The Night That Panicked America.
Dans les années 1940, Howard Koch travaille pour les studios hollywoodiens. En 1940, il écrit le scénario de L'Aigle des mers. En 1942, il travaille avec Julius et Philip Epstein sur le scénario du film Casablanca avec Humphrey Bogart. Ils obtiennent l'Oscar du meilleur scénario adapté en 1944. Il écrit également le scénario de Shining Victory (1941) et de Lettre d'une inconnue (1948), son scénario préféré. En 1943, il écrit le scénario de Mission à Moscow à la demande du producteur Jack L. Warner, film controversé en raison d'une représentation trop flatteuse de Joseph Staline et de l'Union soviétique. 
Dès la fin de la guerre, une cabale s'abat sur Howard Koch, laissant croire qu'il est membre du parti communiste. Il est aussitôt licencié par Jack Warner. Le Comité des activités anti-américaines de la Chambre (HUAC) s'attaque à lui et lui reproche ses opinions de gauche. En 1951, son nom est inscrit sur la liste noire des studios hollywoodiens.
Howard Koch déménage au Royaume-Uni où il retrouve d'autres écrivains de la Liste noire. Avec son épouse, et sous le pseudonymes de "Peter Howard" pour lui et d'"Anne Rodney" pour elle,, ils écrivent pour le cinéma et la télévision (des épisodes de la série Les Aventures de Robin des Bois, par exemple).
Après quatre années d'exil, Howard Koch revient en 1956 aux États-Unis. Il continue à écrire des pièces de théâtre et des livres, et reprend ses activités militantes pour la justice politique et sociale.
En 1988, il vend aux enchères le seul manuscrit existant de l'adaptation radiophonique de la Guerre des mondes (1938), les autres ayant été confisqués par la police le soir même de la diffusion. Un acheteur anonyme l'acquiert pour 143 000 $.
En 1994, il vend aux enchères la statuette reçue à la cérémonie des Oscar pour Casablanca (1942). Il donne les 184 000 $ à sa petite-fille pour payer ses frais de scolarité à l'université.

## Filmographie

### Scénariste
- 1940 : La caravane héroïque (Virginia City) de Michael Curtiz
- 1940 : L'aigle des mers (The Sea Hawk) de Michael Curtiz
- 1940 : La lettre (The Letter) de William Wyler
- 1941 : Shining Victory d'Irving Rapper
- 1941 : Sergent York (Sergeant York) de Howard Hawks
- 1942 : L'amour n'est pas en jeu (In This Our Life) de John Huston
- 1942 : Casablanca de Michael Curtiz
- 1943 : Mission à Moscou (Mission to Moscow) de Michael Curtiz
- 1944 : In Our Time de Vincent Sherman
- 1945 : Rhapsodie en bleu (Rhapsody in Blue) d'Irving Rapper
- 1946 : Three Strangers de Jean Negulesco
- 1948 : Lettre d'une inconnue (Letter from an Unknown Woman) de Max Ophüls
- 1950 : La flamme qui s'éteint (No Sad Songs for Me) de Rudolf Maté
- 1951 : La treizième lettre (The 13th Letter) de William Wyler
- 1956 : L'étrangère intime (The Intimate Stranger) de Joseph Losey
- 1961 : Un si bel été (The Greengage Summer) de Lewis Gilbert
- 1962 : L'homme qui aimait la guerre (The War Lover) de Philip Leacock
- 1964 : Voice of the Hurricane de George Frazer
- 1964 : Mission 633 de Walter Grauman
- 1965 : Mr. Brown Comes Down the Hill de [Henry Cass]
- 1967 : Journey Out of Darkness de James Trainor
- 1967 : Le renard (The Fox) de Mark Rydell
- 1968 : Happy Deathly de Henry Cass
- 1983 : Casablanca (téléfilm) de Robert Lewis